# 髮色
髮色為頭髮毛囊色素沉着而形成之互異顏色，決定髮色的因子是由黑色素之兩種不同型態所支配：真黑色素（eumelanin）及褐黑素（pheomelanin）。 一般而言，黑色素較多則髮色則較深，反之則較淺。單一個體的髮色可能隨時間演進而導致黑色素變化，進而產生改變。少數情況之下，甚至會產生多髮色的現象。
部分特殊髮色與族群血緣相關。然而，隨著移民現象與全球人口交移往來，在單一民族下個體髮色群中已產生了多種顯著變異，因而導致多種新生髮色的衍生。 

## 生物性遺傳學理
髮色起因於兩種互異的色素型態組合：真黑色素（eumelanin）及褐黑素（pheomelanin）。
褐黑素致使紅橘色和黃色髮色的生成，另一方面，髮色的暗度則取決於擁有褐色和黑色兩種亞型的真黑色素。含量較低的棕色，真棕色素（brown eumelanin）生成金髮色，而含量較高的棕色，真色素則會致使褐髮色的生成。高含量的黑色，真黑色素（black eumelanin）產生黑髮色，而低含量的黑色，真黑色素則產生灰髮色。所有人髮毛囊皆有褐黑素。
褐黑素化學穩定性較真黑色素為高，但較真棕色素為低，因此氧化時較不易分解。這也是為何在人工漂色（bleach）時會產生潮紅着色。隨著褐黑素繼續分解，髮色會逐呈橘色、黃色，最後變成白色。
至今關於髮色的遺傳學仍未成立一套完整的基因遺傳學原理。就其中單一理論而言，至少有兩對基因支配髮色的生成。
就其一表型（褐髮色/金髮色）而言，其具有一顯性褐髮色對偶基因，以及一隱性金髮色對偶基因。擁有褐髮色對偶基因毛髮則會呈現褐髮色，反之無褐髮色對偶基因毛髮為金髮色。因此一對雙方皆為褐髮色男女有可能產下金髮色的後嗣。
另外一組基因配對為非紅髮色/紅髮色者，非紅髮色對偶基因為顯性而紅髮色對偶基因為隱性。擁有雙紅髮色對偶基因者為紅髮色，但為紅褐色（金棕色）或橙紅色，依第一對基因配對而互異。 
此兩種基因模型無法解釋所有的褐髮色、金髮色、紅髮色之色度組合（如白金髮色與深金髮色/淺褐髮色），亦無法解釋為何有些個體髮色隨時間而增深。髮色之亮度取決於多組基因配對之累積效果。個體多因子性狀之遺傳型得受環境影響而產生表型變異。

## 自然髮色
人類具有多种自然髮色。

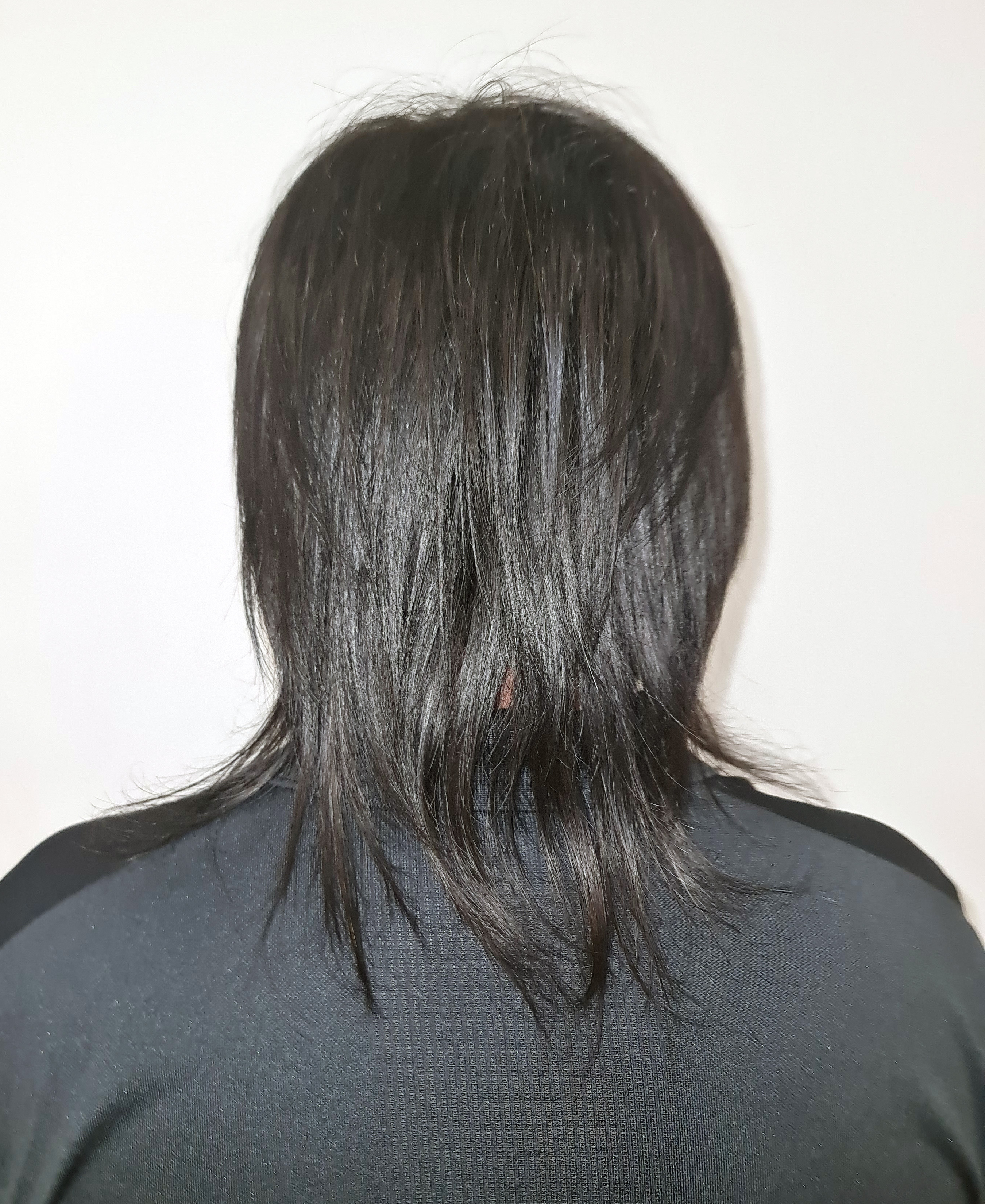
黑髮色
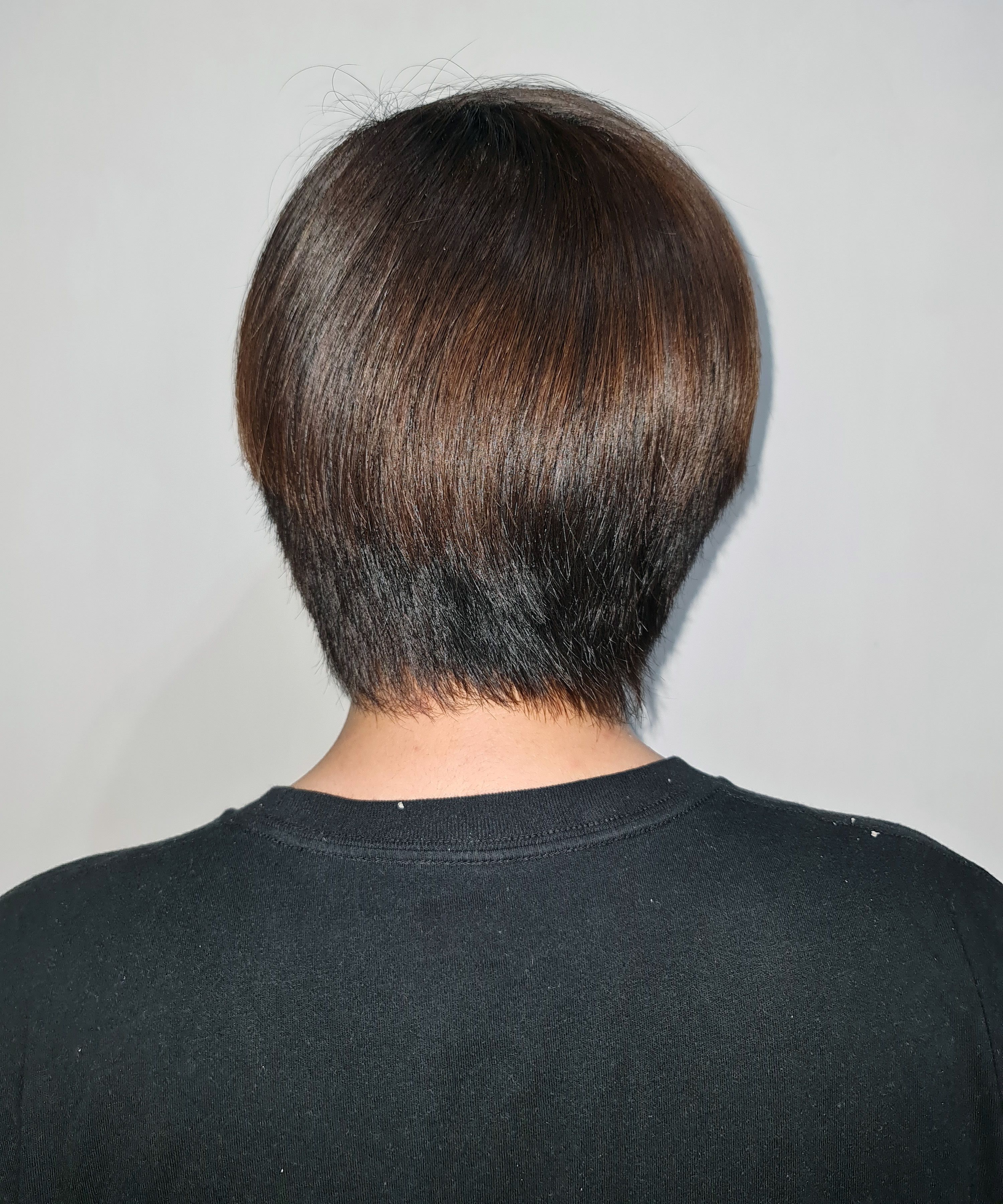
褐髮色
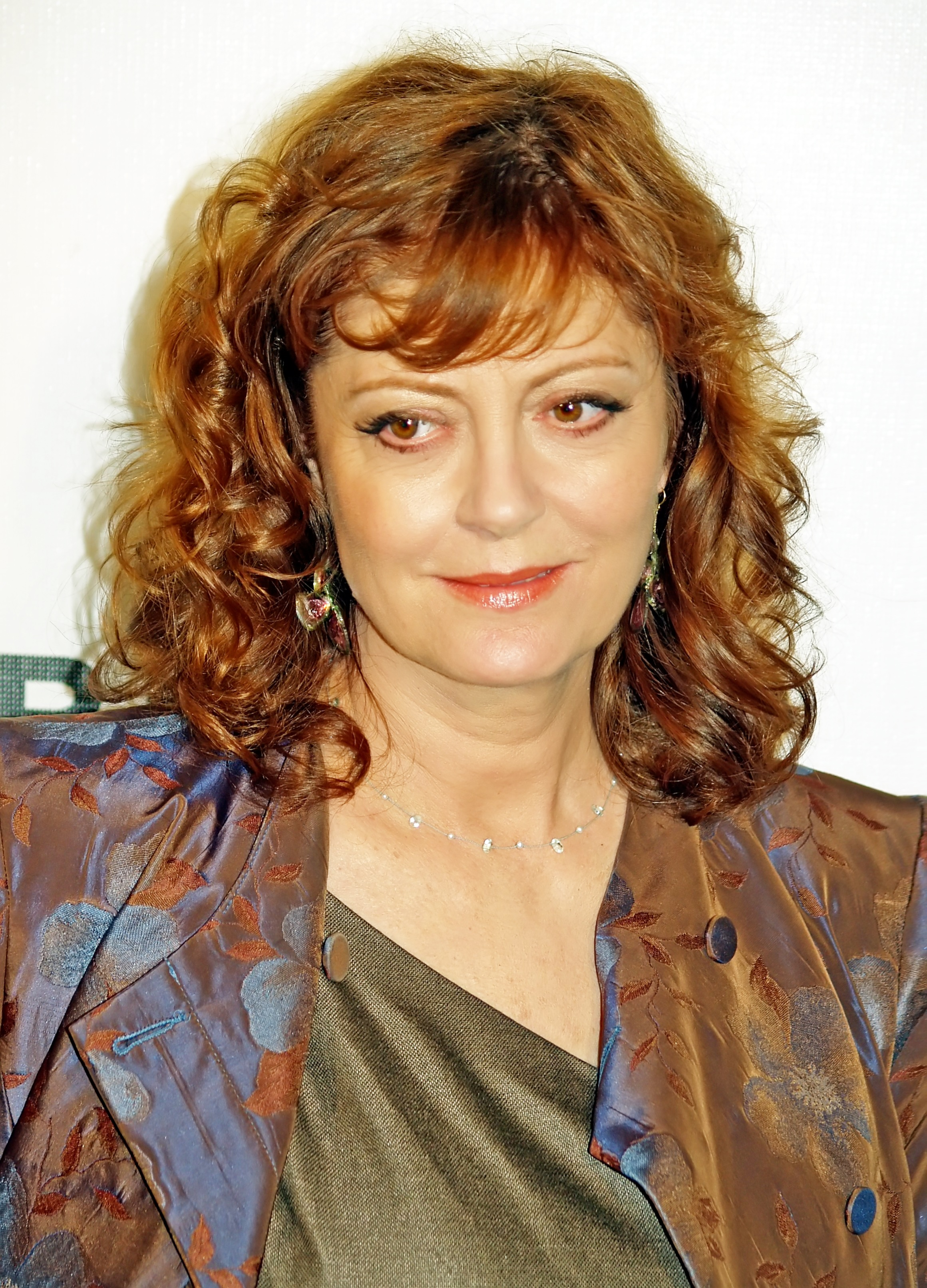
赤褐髮色
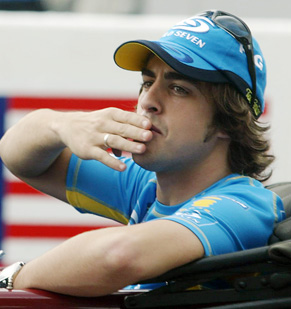
栗髮色
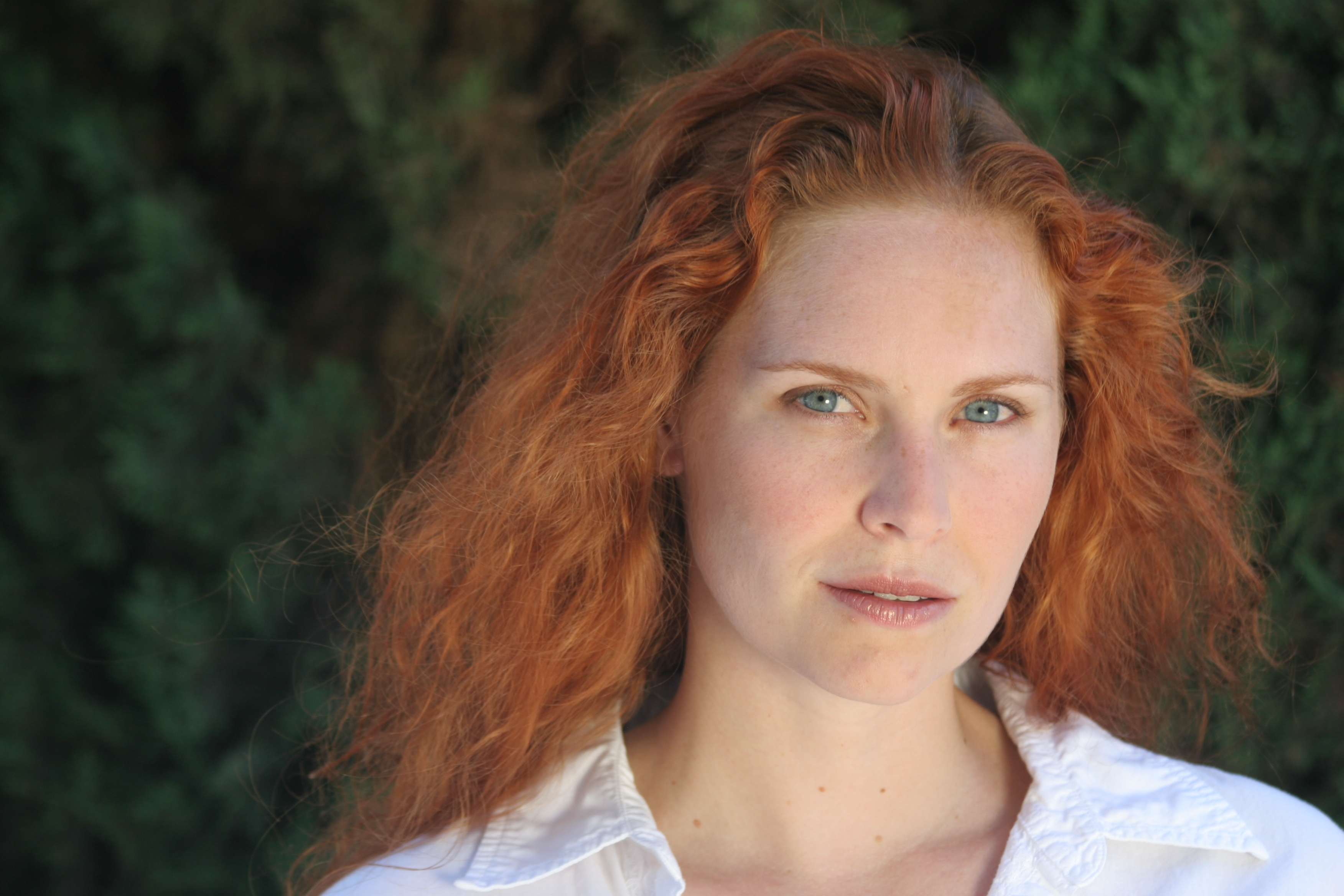
紅髮色
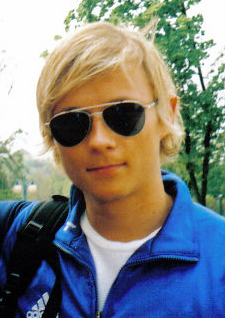
金髮色
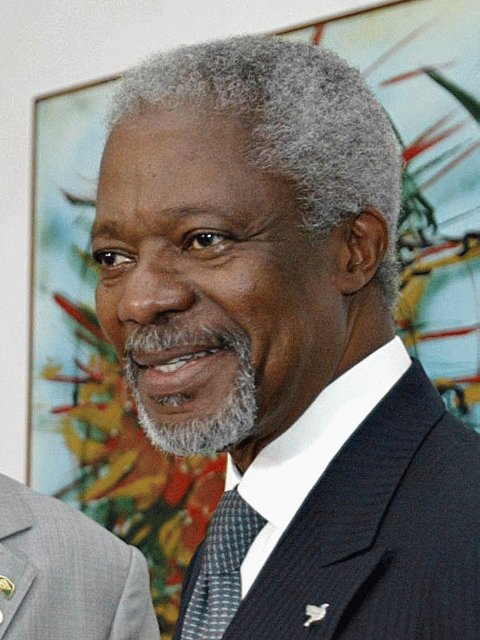
灰髮色
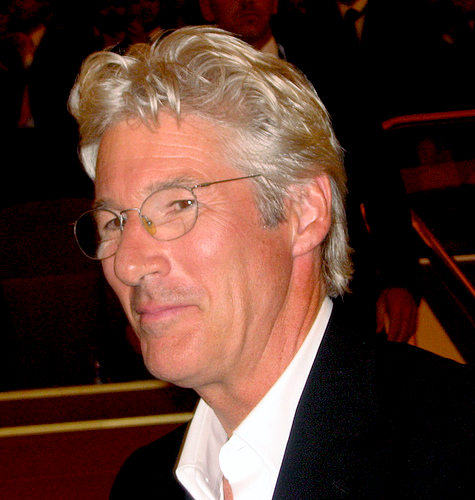
白髮色

### 黑髮色
黑髮色是自然髮色中最深者，也是最鋥亮者；由高度的真黑色素構成，較其他髮色為疏淺。黑髮色十分常見，遍布全球，並為多數亞非人種的主要髮色。

### 褐髮色
褐髮色於南歐、東歐與美國南方分布最廣；由高濃度真黑色素構及低濃度褐黑素所構成。就兩種真黑色素而言（黑髮色與褐髮色），擁有棕色--真黑色素個體生成褐髮色。 褐髮色者通常亦屬中等股髮束型。英語中通常也稱褐髮色人為brunettes/brunets。

### 金髮色
金髮色有多種分類：近白色者（白金髮色）及深金髮色者不等。"Strawberry blonde"是金髮色與紅髮色的混種，一般認為起源自凱爾特人種及多數斯堪的納維亞民族。此髮色為十分罕見者，成分幾乎由褐黑素所構成。就金髮色而言，幾乎任何比例成分的褐黑素及真黑色素皆可能導致金髮色生成；但其中兩者含量不高。褐黑素含量較高時，髮色偏金黃色；真黑色素含量較高時，髮色偏金灰色。有許多例子是出身為金髮色之孩童隨時間而髮色加深。金髮民族多為北歐人種及其於北美之後裔。

### 赤褐髮色（Auburn hair）
赤褐髮色（金棕髮色）是由褐黑素與真黑色素所構成。赤褐髮色人種於北歐及西歐，特別是法國分布最廣。

### 栗髮色
栗髮色在東歐民族當中最常見。

### 紅髮色
紅髮色有幾種變異：緋紅色、深褐紅色與紅酒色，因Mcr1 （页面存档备份，存于）基因（Mcr1基因製造的蛋白質負責接受MSH--黑色素細胞刺激賀爾蒙的訊息，刺激黑色素合成）變異所致。紅髮色屬隱性。所有髮色當中紅髮色褐黑素含量最高，而真黑色素則較低。紅髮色是所有髮色當中最罕見者，多半分布於蘇格蘭、愛爾蘭與挪威、丹麥、瑞典與荷蘭。

### 灰白髮色
灰及白髮色是由於缺乏黑色素沉着所產生。髮色之所以呈現出灰色與白色是由於光線照射所致。灰髮色通常伴隨年齡增長生成，就少數人而言可能在十分年幼時即產生灰髮（如10歲的兒童）。白髮亦為其然。此外，甲狀腺失調或缺乏維他命B12也可能導致灰白髮色生成。
《皮膚病學雜誌》（The Journal of Investigative Dermatology）於一份2005年報告中發表， 白種人多於30多歲以後髮色開始變灰，而亞洲人則於接近40歲時髮色開始變灰。但大多數黑種人則到40多歲後髮色才會開始轉灰。

## 附註
1. ↑  .   [2010-02-27]. （原始内容存档于2008-12-22）.
2. ↑  .   [2010-07-10]. （原始内容存档于2023-05-11）.
3. ↑  .   [2010-07-10]. （原始内容存档于2010-08-02）.
4. ↑  .   [2010-07-10]. （原始内容存档于2011-04-25）.
5. ↑  Juangbhanit C, Nitidanhaprabhas P, Sirimachan S, Areekul S, Tanphaichitr VS. . J Med Assoc Thai. June 1991, 74 (6): 348–54. PMID 1744541.
6. ↑  Burford, Michelle. . AOL Health. August 2009  [August 2009]. （原始内容存档于2009-08-06）.

## 外部連結
- A chart of hair colors
- A chart of popular hair colors along with their representative names